# Toril Førland
Toril Førland, né le 24 avril 1954, est une ancienne skieuse alpine norvégienne.

## Palmarès

### Jeux olympiques d'hiver
| Épreuve / Édition | Descente | Slalom géant | Slalom |
| JO 1972 Sapporo   | 11e      | 17e          | 9e     |

### Championnats du monde
| Épreuve / Édition          | Descente | Slalom géant | Slalom | Combiné |
| JO 1972 Sapporo            | 11e      | 17e          | 9e     | Bronze  |
| Mondiaux 1974 Saint-Moritz | 8e       | 19e          | 8e     | 5e      |

### Coupe du monde
- Meilleur résultat au classement général : 25e en 1973

#### Saison par saison
- Coupe du monde 1970 :
  - Classement général : 34e
- Coupe du monde 1973 :
  - Classement général : 25e
- Coupe du monde 1974 :
  - Classement général : 34e

### Arlberg-Kandahar
- Meilleur résultat : 4e place dans le slalom 1973 à Chamonix